# Campionati europei di pugilato dilettanti 1983
I Campionati europei di pugilato dilettanti maschili 1983 si sono tenuti a Varna, Bulgaria, dal 7 al 15 maggio 1983. È stata la 25ª edizione della competizione biennale organizzata dall'EABA. 149 pugili da 19 Paesi hanno partecipato alla competizione.

## Risultati
| Categoria                   | Oro                                   | Argento                  | Bronzo                                                             |
| --------------------------- | ------------------------------------- | ------------------------ | ------------------------------------------------------------------ |
| Pesi minimosca (kg 48)      | Ismail Mustafov Bulgaria              | Salvatore Todisco Italia | Beibout Yesshanov Unione Sovietica Mustafa Genç Turchia            |
| Pesi mosca (kg 51)          | Petăr Lesov Bulgaria                  | János Váradi Ungheria    | Constantin Titoiu Romania Rachit Kabirov Unione Sovietica          |
| Pesi gallo (kg 54)          | Yuriy Aleksandrov Unione Sovietica    | Sami Buzoli Jugoslavia   | Klaus-Dieter Kirchstein Germania Est Pavel Madura Cecoslovacchia   |
| Pesi piuma (kg 57)          | Serik Nurkassov Unione Sovietica      | Plamen Kambusov Bulgaria | Róbert Gönczi Ungheria Frank Rauschning Germania Est               |
| Pesi leggeri (kg 60)        | Emil Chuprenski Bulgaria              | Carlo Russolillo Italia  | Tibor Puha Cecoslovacchia Viktor Demyanenko Unione Sovietica       |
| Pesi superleggeri (kg 63.5) | Vassiliy Chizhov Unione Sovietica     | Mirko Puzović Jugoslavia | Siegfried Mehnert Germania Est Jordan Lessov Bulgaria              |
| Pesi welter (kg 67)         | Pyotr Galkin Unione Sovietica         | Luciano Bruno Italia     | Mihai Ciubotaru Romania Kieran Joyce Irlanda                       |
| Pesi superwelter (kg 71)    | Valeriy Laptev Unione Sovietica       | Ralf Hunger Germania Est | Mihail Takov Bulgaria Gheorghe Simion Romania                      |
| Pesi medi (kg 75)           | Vladimir Melnik Unione Sovietica      | Doru Maricescu Romania   | Henry Maske Germania Est Nusret Redžepi Jugoslavia                 |
| Pesi mediomassimi (kg 81)   | Vitaliy Kozhanovskiy Unione Sovietica | Paweł Skrzecz Polonia    | Pero Tadić Jugoslavia Eyüp Çiftçi Turchia                          |
| Pesi massimi (kg 91)        | Aleksandr Yagubkin Unione Sovietica   | Gyula Alvics Ungheria    | Grzegorz Skrzecz Polonia Paul Golumbeanu Romania                   |
| Pesi supermassimi (kg 91 +) | Francesco Damiani Italia              | Ulli Kaden Germania Est  | Aleksandr Mirozhnichenko Unione Sovietica Petar Stoimenov Bulgaria |

## Medagliere
| Posizione | Paese            | Oro | Argento | Bronzo | Totale |
| --------- | ---------------- | --- | ------- | ------ | ------ |
| 1         | Unione Sovietica | 8   | 0       | 4      | 12     |
| 2         | Bulgaria         | 3   | 1       | 3      | 7      |
| 3         | Italia           | 1   | 3       | 0      | 4      |
| 4         | Germania Est     | 0   | 2       | 4      | 6      |
| 5         | Jugoslavia       | 0   | 2       | 2      | 4      |
| 6         | Ungheria         | 0   | 2       | 1      | 3      |
| 7         | Romania          | 0   | 1       | 4      | 5      |
| 8         | Polonia          | 0   | 1       | 1      | 2      |
| 9         | Cecoslovacchia   | 0   | 0       | 2      | 2      |
| 9         | Turchia          | 0   | 0       | 2      | 2      |
| 11        | Irlanda          | 0   | 0       | 1      | 1      |
|           | Totale           | 12  | 12      | 24     | 48     |